# Anton Praetorius
Antonio Pretorio (Lippstadt, 1560 – Laudenbach, 6 dicembre 1613) è stato un religioso e scrittore tedesco.
Teologo riformato e calvinista (protestante), fu un oppositore dei processi contro le streghe e contro la tortura.

## Biografia
Antonio Pretorio scrisse in latino nel 1595 la più antica descrizione della prima botte nel castello di Heidelberg (Vas Heidelbergense).
Nel 1596 Pretorio divenne predicatore di corte del principe di Birnstein (presso Francoforte sul Meno). Nel 1597 il principe lo nominò membro del tribunale contro le streghe. Come teorico della stregoneria, la sua opera fu influenzata da Hermann Wilken.
Pretorio protestò contro le torture e riuscì a far chiudere il processo e a far liberare la donna. Questo è l'unico fatto a noi tramandato, in cui un sacerdote, durante un processo contro le streghe, chiese di smetterla con le torture inumane ed ebbe successo.
Pretorio perdette il suo incarico di predicatore di corte e nel 1598 divenne parroco a Laudenbach (nella Bergstrasse).

## Opere
- Vas Heidelbergense, Heidelberg, 1595.
- De pii magistratus officio, 1596.
- Sotto lo pseudònimo di suo figlio Johannes Scultetus pubblicò nel 1598 il libro Relazione fondamentale sulla magia e sui maghi contro l'ossessione per la streghe e per la tortura. (Gründlicher Bericht von Zauberey und Zauberern/ darinn dieser grausamen Menschen feindtseliges und schändliches Vornemen/ und wie Christlicher Obrigkeit ihnen Zubegegnen/ ihr Werck zuhindern/ auffzuheben und zu Straffen / gebüre und wol möglich sey... kurtz und ordentlich erkläret. Durch Joannem Scultetum Westphalo-camensem. 1598).
- Nel 1602 ebbe il coraggio di pubblicare la seconda edizione della Relazione fondamentale, usando come autore il suo vero nome. (Gründlicher Bericht von Zauberey und Zauberern: kurtz und ordentlich erkläret durch Antonium Praetorium). Nel 1613 uscì poi la terza edizione con una sua prefazione, e nel 1629 degli ignoti ne pubblicarono ancora una quarta edizione.
- De Sacrosanctis Sacramentis novi foederis Jesu Christi, 1602.
- Nemo Ad Desideratissimas 15. Iunii, 1613.

## Galleria d'immagini

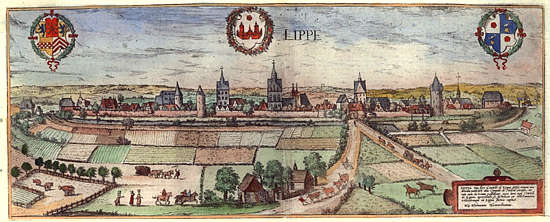
Lippstadt, Germania
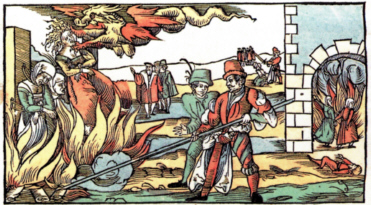
Processi contro le streghe
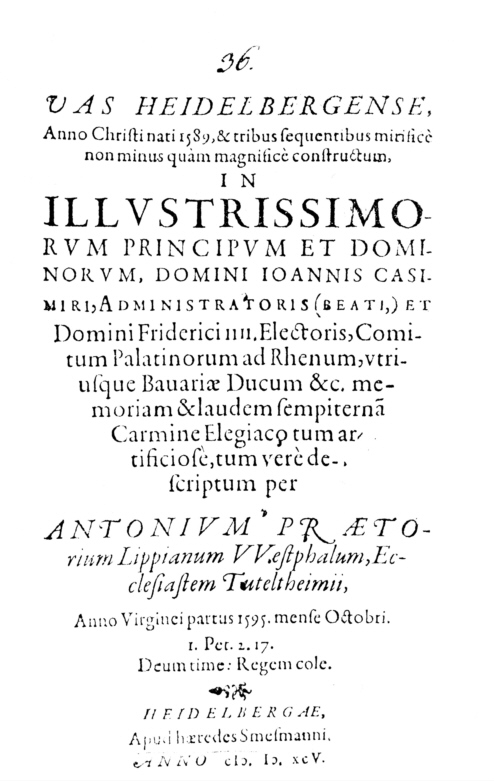
Frontespizio Vas Heidelbergense
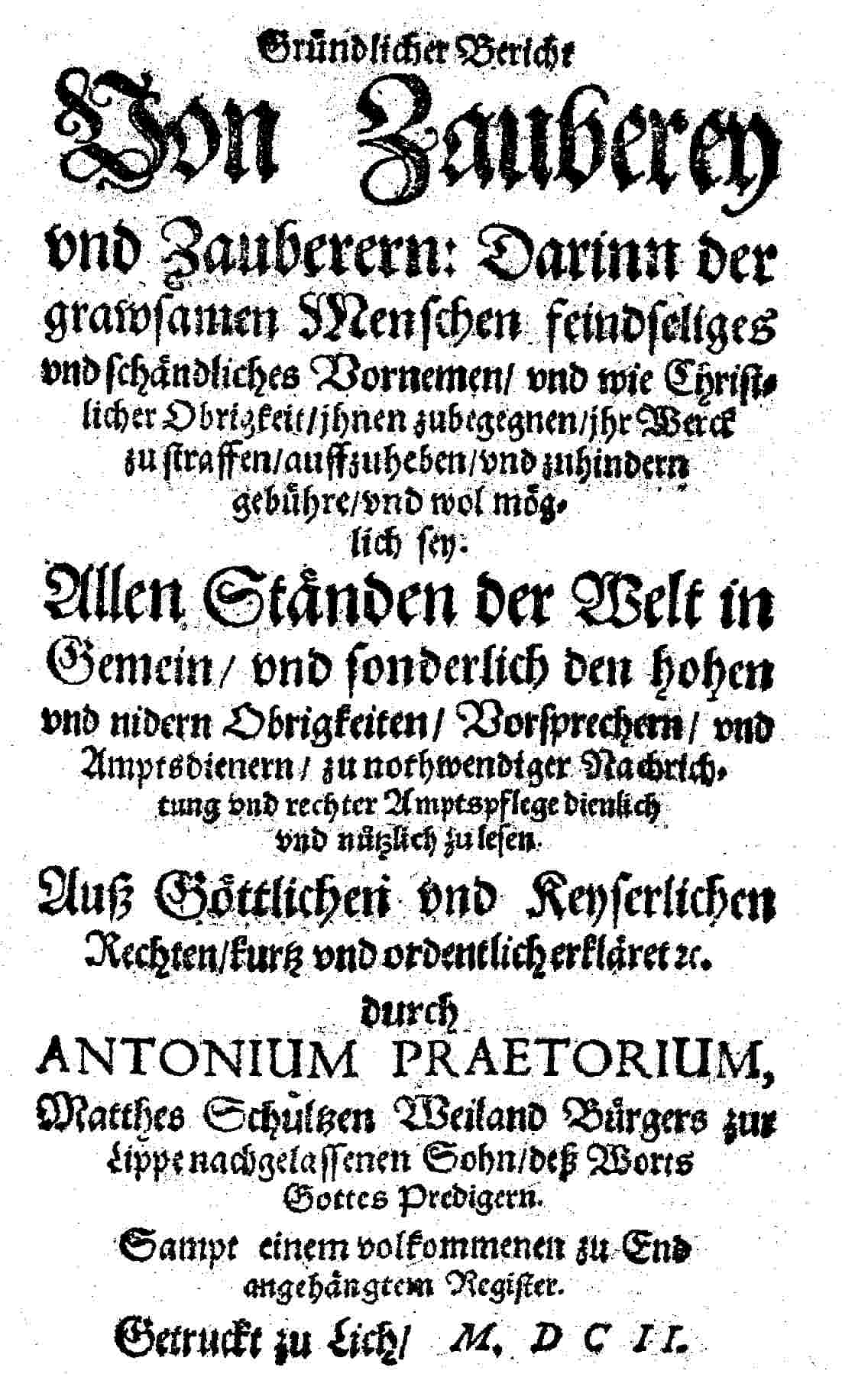
Praetorius: Relazione fondamentale sulla magia e sui maghi del 1602